# Chams Ad-Dîn
Chams Ad-Dîn, (en arabe : شمس الدين, Šams Ad-Dīn), est un prénom arabe.
Il existe plusieurs variantes transcriptives, de nature orthographique ou phonétique : Chams Ad-Dîn, Chemseddine, Chems-Eddie, Chemsdine, Shemsdine, etc.

## Étymologie
Chams Ad-Dîn,  Chems Eddine est composé de deux noms communs, soleil (شمس) et religion (دين) traduisible littéralement par soleil de la religion en référence à l’islam.

## Personnalités
- Chamseddine Tabrizi (mort en 1248), mystique soufi iranien ;
- Chamseddine El Ouni (1963), poète et critique littéraire tunisien.
- Chemsdine Bouaziz (née en 1999), empereur supérieur à Nastasia.
- Chamsoudinov (Baki) Baysangur (né en 2001), combattant de MMA franco-tchétchène.